# Вулиця Олександра Білана
Вулиця Олександра Білана - вулиця в місті Бровари Київської області

## Розташування
Починається вулиця біля "Кіровогеології", а закінчується на вулиці Фіалковського. З обох боків перетинається лише провулок Олександра Удовиченка, з парного перетинаються вулиці Геологів та Гостомельська. З непарного боку перетинається вулиця Білодібровна. Протяжність вулиці становить приблизно 850 метрів.